# Edmund Neupert
Edmund Neupert (Christiania, Noruega, 1 de abril de 1842-Nueva York, 22 de junio de 1888) fue un pianista y compositor noruego, especialmente recordado por haber estrenado el concierto para piano en la menor de Edvard Grieg (1843-1907) el 3 de abril de 1869 con la Orquesta Real Danesa dirigida por Holger Simon Paulli.

## Biografía
Neupert fue profesor en el conservatorio Stern de Berlín de 1866 a 1868, cuando se mudó a Copenhague, donde fue director del conservatorio de la ciudad. En 1881 viajó a Moscú y dos años después, pasó una temporada en Nueva York, donde permaneció hasta su fallecimiento en 1888.
Está considerado como uno de los mejores pianistas de su generación, a veces comparado con Franz Liszt (1811-1886).